# Vaudrimesnil
Vaudrimesnil era una comuna francesa que estaba situada en el departamento de Mancha, de la región de Normandía que el 1 de enero de 2019 pasó a formar parte de la comuna nueva de Saint-Sauveur-Villages como comuna delegada.

## Demografía
| Gráfica de evolución demográfica de Vaudrimesnil entre 1800 y 2021 |
|                                                                    |

Los datos demográficos contemplados en este gráfico de la comuna de Vaudrimesnil se han cogido de 1800 a 1999 de la página francesa EHESS/Cassini, y los demás datos de la página del INSEE.